# Csögle
Csögle es un pueblo ubicado en el distrito de Devecser, en el condado de Veszprém, Hungría.

## Superficie
Posee una superficie de 16,91 kilómetros cuadrados.

## Demografía
Hasta 2019 la población era de 562 habitantes, con una densidad de población de 33,23 habitantes por kilómetro cuadrado.